# Compianto sul Cristo morto (Cima da Conegliano)
Il Compianto sul Cristo morto è un dipinto a olio su tavola di Cima da Conegliano, databile 1505 e conservato nella Galleria estense di Modena.
Committente dell'opera è stato Alberto III Pio che la fece realizzare per la cappella funebre della famiglia, nella chiesa francescana di San Niccolò degli Osservanti a Carpi.